# Sendets (Gironde)
Sendets település Franciaországban, Gironde megyében. Lakosainak száma 347 fő (2022. január 1.). Sendets Labescau, Birac, Cauvignac, Gajac, Gans, Lavazan és Sigalens községekkel határos.

## Népesség
A település népessége az elmúlt években az alábbi módon változott:
| Lakosok száma | 328  | 232  | 234  | 292  | 360  | 344  | 334  | 339  | 342  | 347  |
|               | 1968 | 1982 | 1990 | 2006 | 2013 | 2015 | 2017 | 2019 | 2020 | 2022 |